# 广西素馨
广西素馨（学名：Jasminum guangxiense）是木犀科素馨属的植物，是中国的特有植物。分布在中国大陆的广西等地，生长于海拔360米至600米的地区，常生于山谷、林中以及石上，目前尚未由人工引种栽培。